# Salvador Cardenal
Para el musicólogo nicaragüense, véase Salvador Cardenal Argüello
Salvador de Jesús Cardenal Barquero (Managua, 6 de octubre de 1960 - 8 de marzo de 2010) fue uno de los compositores y cantautores contemporáneos más destacados de Nicaragua y Centroamérica, además de poeta, pintor y ecólogo. Es reconocido como pionero del canto ecológico en Nicaragua.

## Carrera musical
Inició su ejecución de la guitarra a los 17 años cuando recibió una guitarra como regalo al iniciar sus estudios en Panamá, como novicio jesuita. Dejó el noviciado por la guitarra y se dedicó a componer sus propias canciones en 1979. Regresó a Nicaragua con la Revolución en pleno y se integró tanto a los cortes de café, como a la cruzada de alfabetización impregnándose de la naturaleza y la realidad de un país en zozobra.
En 1980 conformó el Dúo Guardabarranco junto a su hermana Katia Cardenal.
Desde sus inicios fueron integrándose a la vida cultural de Nicaragua y al movimientos de cantautores de América Latina, participando en festivales de canciones folk y políticas, su canto al amor en todas las expresiones, los llevaron a más de 30 países del mundo.
Salvador editó nueve discos con el Dúo y dos como solista. El disco Verde Verdad, segundo como solista, fue lanzado el día del que fuera su cumpleaño 51. Además, antes de morir anunció la grabación de un disco dedicado a los pájaros, en el que cada canción tendría el nombre de un pájaro, su hermana Katia ha anunciado la pronta aparición de este disco.
Ganó el festival OTI nacional en 1986 con su canción "Días de amar". Ganó también el II lugar Internacional como compositor de la canción "Dame tu corazón" interpretada por su hermana Katia en Estados Unidos en 1990.
Para la celebración de sus 25 años de carrera realizó un concierto en el Teatro Nacional Rubén Darío de Managua, donde grabó un disco en vivo titulado "25 años de Salvador Cardenal".
Antes de su partida, ejecutaba el proyecto de un museo para desarrollar arte y conciencia, "El Indio Desnudo" que sería un lugar para gozar de productos naturales y arte, música y ecología, el proyecto lo desarrollaba con su esposa Marta Mejía. En sus últimos años, realizó regularmente conciertos con el Dúo Guardabarranco y como solista escribió canciones con la misma frecuencia que hace casi 30 años cuando le regalaron su primera guitarra.
Es posible que la última canción compuesta por Salvador sea una dedicada a la capa de ozono, la que se esperaba fuera incluida en el disco verde verdad.
Salvador Cardenal, murió a los 49 años de edad en Managua, el lunes 8 de marzo de 2010 a las 12:10 horas en el Hospital Militar Escuela Dr. "Alejandro Dávila Bolaños", donde estaba hospitalizado desde el 24 de febrero de ese mismo año, luego de sufrir una prolongada enfermedad denominada Crioglobulinemia, la cual produce complicaciones en el sistema circulatorio y renal, las que desencadenaron otra serie de padecimientos.

## Discografía
- Con el Dúo Guardabarranco
  - Un trago de horizonte (1982)
  - Si buscabas (1985)
  - Días de amar (1991)
  - Casa Abierta (1994)
  - Antología (1995)
  - Una noche con Guardabarranco (en vivo) (2001)
  - Verdadero Pan (2003)
  - Cancionero (2005) (incluye libro de acordes para guitarra)
  - Dale una luz (2007)
  - Transparente Nicaragua (2008)

- Como Solista
  - Tuyo lo que soy (2000)
  - Verde Verdad (2011)